# اچ‌ام‌اس مینوتور (۱۹۰۶)
اچ‌ام‌اس مینوتور (۱۹۰۶) (به انگلیسی: HMS Minotaur (1906)) یک کشتی بود که طول آن ۴۹۰ فوت (۱۴۹٫۴ متر) بود. این کشتی در سال ۱۹۰۶ ساخته شد.